# Hugo Crni
Za kasnijeg vojvodu, pogledajte "Hugo I., burgundski vojvoda".
Hugo Crni (francuski: Hugues le Noir; eng.: Hugh the Black; umro 17. prosinca 952., pokopan u Besançonu) bio je vojvoda Burgundije 923. – 952., kao i grof Mâcona.
Preko svog oca, grofa Rikarda, bio je Bosonid te nećak kralja Bosa Provansalskoga.
Hugov je brat bio kralj Zapadne Franačke, Rudolf; majka im je bila plemkinja Adelajda od Auxerrea. Rudolf je isprva bio vojvoda Burgundije jer je bio stariji; Hugo ga je naslijedio. Hugova šogorica je bila kraljevna-kraljica Ema. 
Moguće je da je Hugo imao ambicije postati kralj nakon bratove smrti. Kralj Luj IV. poslao je Huga Velikog da zauzme Auxerre i Sens.
Hugo nije bio oženjen te nije imao djece, a naslijedio ga je šogor Gilbert Burgundski, muž njegove sestre Ermengarde.